# Papaipema rutila
Papaipema rutila é uma espécie de mariposa da família Noctuidae. Pode ser encontrada na América do Norte.
O número MONA ou Hodges para Papaipema rutila é 9484.